# جهانگیر غفاری
جهانگیر غفاری (زاده ۱۹ شهریور ۱۳۱۹) بازیگر سینما اهل ایران است.

## فیلم‌شناسی
1. Rescue Force (۱۹۹۰)
2. رینگ خونین (۱۹۸۸)
3. Yellow Hair & Fortress of Gold (۱۹۸۴)
4. هوندرا (۱۹۸۳)
5. Matad Al buitre (۱۹۸۲)
6. صخره سیاه (۱۳۴۹ ,۱۳۵۲)
7. دیک تورپین (۱۹۷۴)
8. המשכנע בע"מ (۱۹۷۴)

קוראים לי שמיל (۱۹۷۳) 
1. شیاطین (۱۹۷۳)
2. El monte de las brujas (۱۹۷۳)
3. سرزمین دلاوران (۱۳۵۱)
4. صلاح الدین ایوبی (۱۳۵۱)
5. Kırbaçlı Yosma (۱۹۷۲)
6. Şafakta Vuruşanlar (۱۹۷۲)
7. Şeytan Kan Kusturacak (۱۹۷۲)
8. Kanunsuz Sokak (۱۹۷۱)
9. Ölüme Yaklaşma (۱۹۷۲)
10. Dört Ateşli Yosma (۱۹۷۱)
11. Zagor (۱۹۷۱)
12. Asker Ahmet (۱۹۷۱)
13. Üç Kızgın Cengaver (۱۹۷۲)
14. Tehlikeyi Severim (۱۹۷۱)
15. Caniler Uyumaz (۱۹۷۱)
16. Zapata (۱۹۷۱)
17. İpini Boynunda Bil (۱۹۷۱)
18. Hedefte İmzam Var (۱۹۷۱)
19. Batıdan Geeln Adam (۱۹۷۱)
20. Kızgın Güneş (۱۹۷۱)
21. Gurur ve Kin (۱۹۷۱)
22. Afacan Küçük Serseri (۱۹۷۱)
23. Sevimli Haydut  (۱۹۷۱)
24. این گروه زبل (۱۳۵۰)
25. دختر فراری (۱۳۵۰)
26. تو هرگز فراموشم مكن (۱۹۷۱)
27. سه دلاور بی باک / سه دلاور (۱۳۵۰)
28. شیادان (۱۳۵۰)
29. یک کیسه پول (۱۹۷۰)
30. Kan ve Tabanca (۱۹۷۰)
31. Hedefte İki Kişi (۱۹۷۰)
32. Şimsek Hafiye (۱۹۷۰)
33. جوانی هم عالمی دارد (۱۳۴۹)
34. دختر ظالم بلا (۱۳۴۹)
35. میوه گناه (۱۳۴۹)
36. یاقوت سه چشم (۱۳۴۹)
37. شهر هرت (۱۳۴۹)
38. تعطیلات داش اسمال (۱۳۴۸)
39. دنیای تاریک (۱۳۴۸)
40. شهر آشوب (۱۳۴۸)
41. عدل الهی (۱۳۴۸)
42. معجزه قلبها (۱۳۴۸)
43. نسل شجاعان (۱۳۴۸)
44. قاتلین هم می‌گریند (۱۳۴۸)
45. جنجال پول (۱۳۴۷)
46. دزد سیاهپوش (۱۳۴۷)
47. غروب بت‌پرستان (۱۳۴۷)
48. ماجرای شب ژانویه (۱۳۴۷)
49. مرد حنجره‌طلایی (۱۳۴۷)
50. فرجام (فیلم) (۱۳۴۷) - نمایش داده نشد
51. الماس ۳۳ (۱۳۴۶)
52. دالاهو (۱۳۴۶)
53. سرنوشت (۱۳۴۶)
54. سه جوانمرد (۱۳۴۶)
55. قهرمان شهر ما (۱۳۴۶)
56. نیم وجبی (۱۳۴۶)
57. ولگردها (۱۳۴۶)
58. امروز و فردا (۱۳۴۵)
59. قهرمان قهرمانان (۱۳۴۴)
60. موطلایی شهر ما (۱۳۴۴)